# Crystal City (Teksas)
Crystal City – miasto w Stanach Zjednoczonych, w stanie Teksas, stolica hrabstwa Zavala.

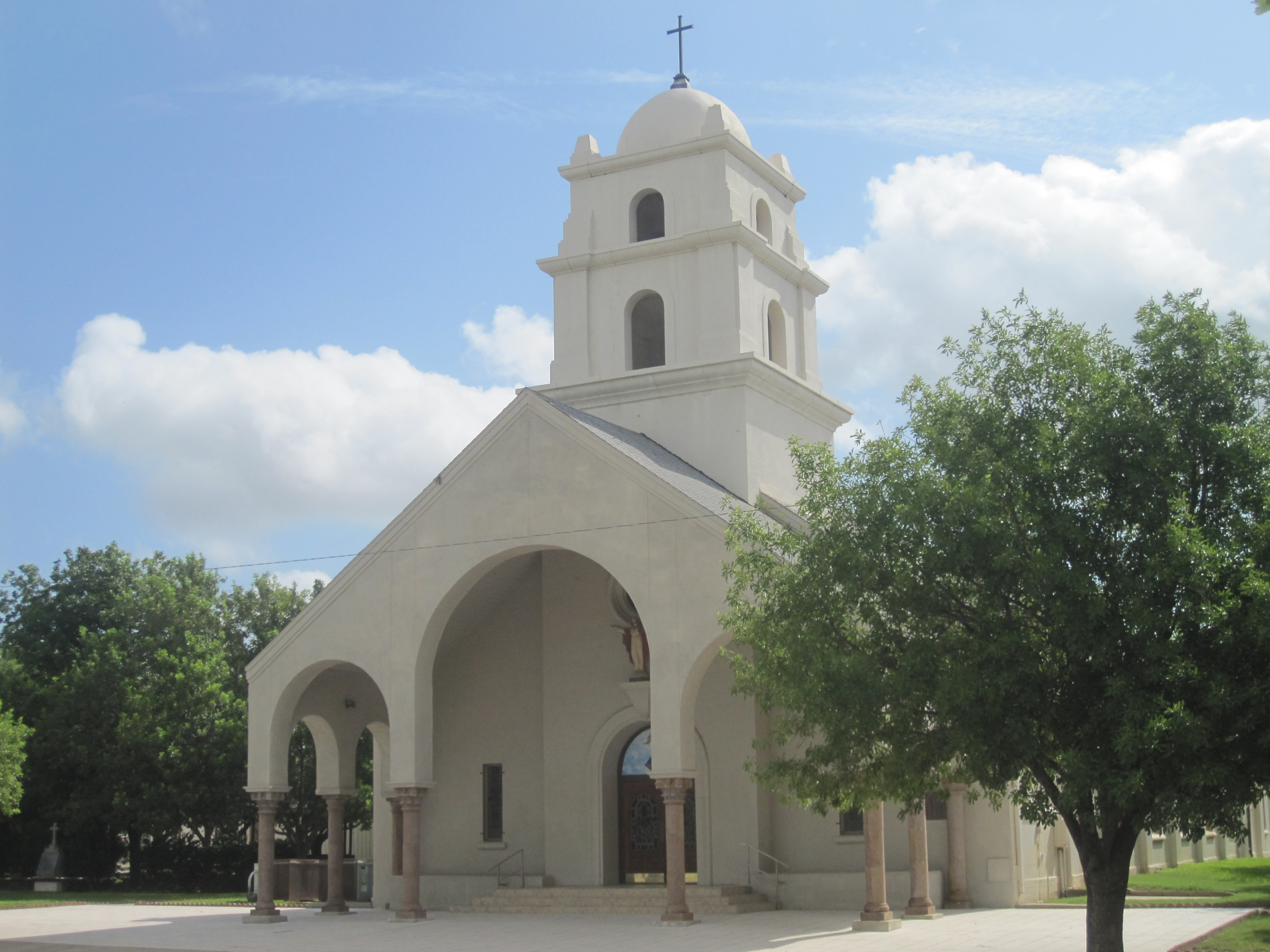
Kościół katolicki w Crystal City

We wczesnej historii miasta podstawową rośliną uprawną był szpinak, toteż również w obecnych czasach dorocznie odbywa się Festiwal szpinaku. Został również wzniesiony pomnik Popeye'a.
Podczas II wojny światowej w mieście znajdował się obóz dla internowanych osób pochodzenia japońskiego, niemieckiego i włoskiego.

## Demografia
Według przeprowadzonego przez United States Census Bureau spisu powszechnego w 2020 miasto liczyło 6 354 mieszkańców, co oznacza spadek o 11% w porównaniu do roku 2010. Natomiast skład etniczny w mieście wyglądał następująco: Latynosi – 93,6%, biali niebędący Latynosami – 6,2% i Azjaci – 0,8%. Kobiety stanowiły 48,5% populacji.